# Gaius Acilius
Gaius Acilius (Floruit 155 v.Chr.) was een senator en historicus in het oude Rome.
Omwille van zijn positie als senator (al zou hij nooit echt op het politieke voorplan treden) en zijn kennis van het Grieks, werd hij het meest bekwaam geacht om in 155 v.Chr. de filosofen Karneades, Diogenes en Kritolaos, die als gezanten van Athene naar Rome waren gekomen, in de senaat te introduceren en op te treden als tolk. Dankzij zijn vertaalwerk kon Rome ook kennisnemen van de Griekse filosofie. Hij schreef ook een geschiedenis van Rome in het Grieks waarvan we dankzij Dionysius van Halicarnassus weten dat het liep liep vanaf de stichting van Rome tot 184 v.Chr.. Volgens Titus Livius werd het werk in 142 v.Chr. (toen Marcus Porcius Cato Censorius maior censor was) gepubliceerd. Zijn werk werd geciteerd door Dionysius, Cicero, Plutarchus en de auteur van de Origo Gentis Romanae. Het werk werd later door een zekere Claudius, mogelijk Quintus Claudius Quadrigarius, vertaald in het Latijn, maar slechts fragmenten van dit werk zijn overgeleverd. Uit de weinige overgeleverde fragmenten kunnen we opmaken dat hij, net zoals Fabius Pictor, veel aandacht besteedde aan het achterhalen van de oorsprong van de Romeinen en zich eveneens in etiologische discussies stortte. Hij schijnt ook een bijzondere interesse te hebben gehad voor ceremonies en culturele instellingen. Zijn werk werd door Livius Annales Aciliani en Libri Aciliani genoemd.

## Editie van de fragmenten
- H. Peter, Historicorum Romanorum Reliquiae, Leipzig, 19142 (fragmentweergave in Google Books).